# Зернецька Алла Анатоліївна
Алла Анатоліївна Зернецька (до шлюбу Переведенцева, нар. 4 жовтня 1957; Київ) — українська лінгвістка та викладачка. Декан факультету іноземної філології, професор, доктор філологічних наук, кандидат педагогічних наук, Заслужений діяч науки і техніки України. Сестра Марини Порошенко.

## Біографія
Закінчила Київський державний педагогічний інститут імені О. М. Горького за фахом «Англійська і російська мови та література».
З 1981 р. викладачка Державного педагогічного інституту іноземних мов.
З 1992 року — кандидат педагогічних наук.
З 2015 року — доктор філологічних наук.
Наукові інтереси: прикладна та структурна лінгвістика, методика викладання іноземних мов.
З 2003 року працює на Факультеті іноземної філології Національного педагогічного університету імені М. П. Драгоманова.
У 2012 році очолила кафедру іноземних мов.

## Родина
- Батько — Анатолій Михайлович Переведенцев (13.03.1933 — 20.08.2020) — заступник міністра охорони здоров'я УРСР, Радник Посольства СРСР в Монголії (1985—1988).
- Мати — Людмила Миколаївна Переведенцева (18.02.1936 — 10.11.2020) — працювала на заводі «Арсенал».[3]
- Сестра — Марина Порошенко.
- Зять — Петро Порошенко (нар. 26.09.1965) — колишній президент України (2014—2019).
- Племінник — Олексій Порошенко (нар. 06.03.1985) — колишній народний депутат України (2014—2019). Його дружина Юлія Аліханова — топ-менеджерка консалтингової фірми McKinsey & Company. Весілля відбулося 7 вересня 2013 р. 6 червня 2014 р. у них народився син Петро.
- Племінник — Михайло (2001 р.н.).
- Племінниці — Євгенія (2000 р. н.) та Олександра (2000 р. н.).[4]